# Peter Petersen (bergmästare)
Peter Petersen, född 9 juli 1767 i Trondheim, död 19 oktober 1850 i Sandefjord, var en norsk bergmästare.
Petersen blev student från katedralskolan i Trondheim 1784. Han anställdes som student som lektor i matematik vid Ingeniørkorpset i Köpenhamn och studerade även mineralogi, bland annat som lärjunge till Joachim Michael Geuss. År 1793 fick han ett kungligt stipendium för att studera bergsvetenskap i Sverige och vistades där till sommaren 1797, främst i Falun och Stockholm. Efter hemkomsten utnämndes han 1797 till bergmästare. Kort därefter överlät administrationen av Larviks grevskap styrelsen för de därtill hörande järnverken och bruken till honom. Efter att den danske kungen 1805 hade köpt Larviks grevskap, var Petersen 1805–1815 föreståndare för Fritzø järnverk och tilldelades 1810 bergsråds titel.
Åren 1817–1824 vistades Petersen i Köpenhamn, delvis för att reda ut sina vidlyftiga räkenskaper med Rentekammeret, och bodde därefter dels i Larvik, dels på sina gårdar Hanevol och Eide i Lardal. Han deltog som stortingsman från Jarlsberg og Larviks amt på lagtima stortinget 1827 (han var medlem av konstitutionskommittén, protokollkommittén, traktatkommittén och specialkommittéerna om berg- och skogsväsende och om Larviks grevskap) och på urtima stortinget 1828 (medlem av reglementskommittén och kommittén om bidrag till kabinettskassan). Han invaldes som ledamot av Det Kongelige Norske Videnskabers Selskab i Trondheim 1820.